# Станислав Виндакевич
Станѝслав Виндакѐвич (на полски: Stanisław Windakiewicz) е полски литературен историк, професор в Ягелонския университет, един от значимите специалисти по старополски език и обичаи.

## Биография
Роден е на 24 ноември 1863 година в Дрохобич, в семейството на пощенския служител Виктор Виндакевич. През 1882 година завършва гимназията „Св. Анна“ в Краков, след което продължава образованието си в Ягелонския университет. Там в 1887 година защитава докторска дисертация. Специализира и провежда самостоятелни научни изследвания в Италия, Германия и Франция. Активно участва в работата на Академията на знанията в Краков. От 1903 година води лекции в родния университет.
Станислав Виндакевич умира на 9 април 1943 година в Краков.

## Научни трудове
- Studium Padva (1891)
- Mikołaj Rej (1895)
- Piotr Skarga (1897)
- Teatr ludowy w dawnej Polsce (1902)
- Dramat liturgiczny w Polsce średniowiecznej (1903)
- Teatr polski przed powstaniem sceny narodowej (1903)
- Badania źródłowe nad twórczością Słowackiego (1910)
- Walter Scott i Lord Byron w odniesieniu do polskiej poezji romantycznej (1914)
- Prolegomena do „Pana Tadeusza“ (1918)
- Teatr kolegiów jezuickich (1922)
- Jan Kochanowski (1930)
- Adam Mickiewicz (1935)
- Romantyzm w Polsce (1937)
- Poezja ziemiańska (1938)
- Epika polska (1939)